# 基隆市 (日本統治時代)
基隆市（きいるんし）は、日本統治時代の台湾に存在した市。台北州に属した。市域は現在の中華民国台湾省基隆市の中山区・中正区・仁愛区・信義区の全域、安楽区の大部分に相当する。

## 歴史

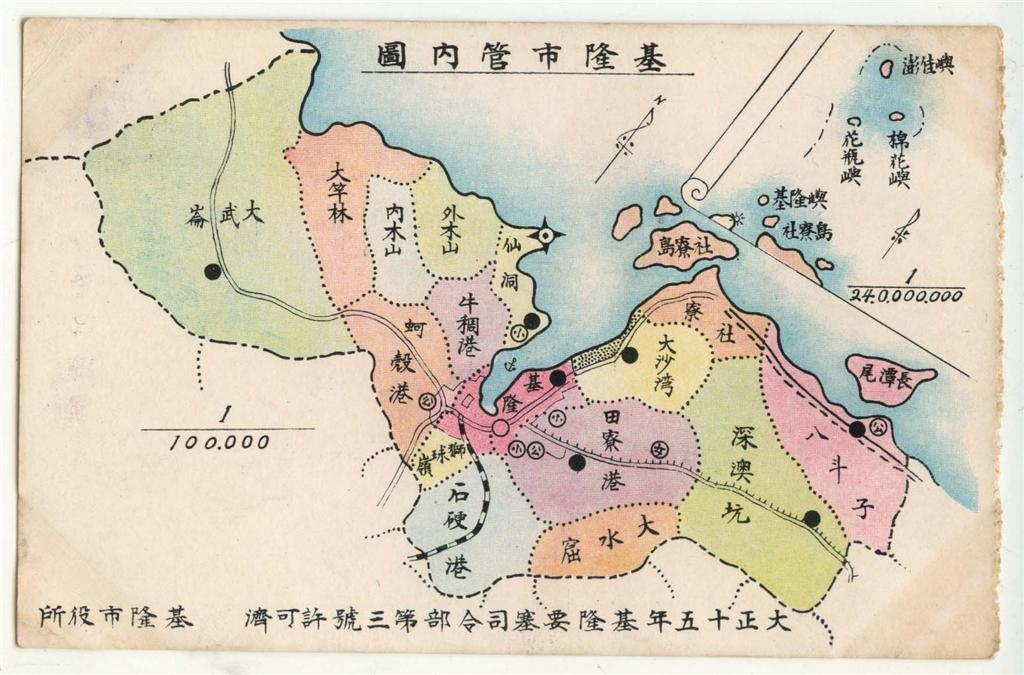
基隆市管内地図（1926年）

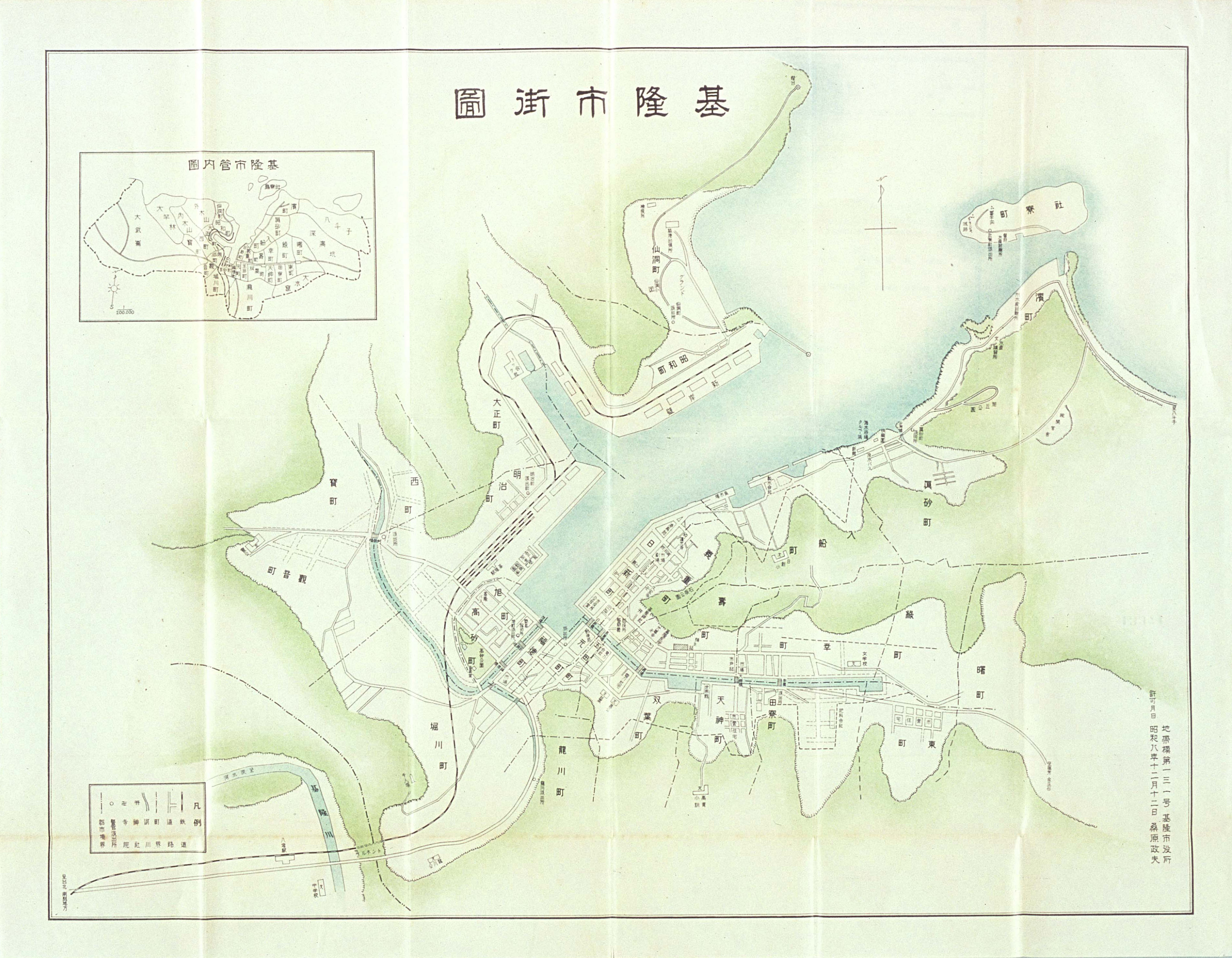
基隆市街図（1933年）

- 1924年（大正13年）12月25日 - 基隆郡基隆街（中国語版）が市制を施行して基隆市が発足し、市域は市制施行前と同様の20の大字（基隆（中国語版）・大沙湾（中国語版）・社寮（中国語版）・八斗子・深澳坑（中国語版）・田寮港（中国語版）・大水窟（中国語版）・石硬港（中国語版）・獅球嶺（中国語版）・蚵殼港（中国語版）・大武崙（中国語版）・大竿林（中国語版）・内木山（中国語版）・外木山（中国語版）・仙洞（中国語版）・牛稠港（中国語版）・基隆嶼・花瓶嶼・棉花嶼・彭佳嶼）で分けられた[1]。
- 1931年（昭和6年）10月1日 - 町名改正（中国語版）を実施。以下の28町と11大字に再編される[2]。

町：寿町・義重町・日新町・入船町・幸町・緑町・曙町・東町・田寮町・天神町・双葉町・玉田町・元町・福徳町・高砂町・旭町・明治町・宝町・西町・観音町・大正町・昭和町・滝川町・堀川町・仙洞町・真砂町・浜町・社寮町
大字：大水窟・八斗子・深澳坑・大武崙・大竿林・内木山・外木山・基隆嶼・花瓶嶼・棉花嶼・彭佳嶼
- 1934年（昭和9年） - 基隆漁港（現：正浜漁港（中国語版））が開港[5]。
- 1945年（昭和20年/民国34年）6月16日から6月19日 - アメリカ軍による空襲を受ける（基隆大空襲（中国語版））。
  - 10月25日 - 中華民国国民政府による台湾接収に伴い、台湾総督府が廃止される。
  - 11月11日 - 台湾省の省轄市（現：市）としての基隆市が発足する[6]。

## 歴代首長
| 代       | 氏名       | 写真     | 在任期間                       |
| 基隆市尹 | 基隆市尹   | 基隆市尹 | 基隆市尹                       |
| -------- | ---------- | -------- | ------------------------------ |
| 1        | 佐藤得太郎 |          | 1924年12月23日 - 1928年9月18日 |
| 2        | 加藤守道   |          | 1928年9月18日 - 1931年6月1日   |
| 3        | 吉富保之   |          | 1931年6月1日 - 1932年4月21日   |
| 4        | 桑原政夫   |          | 1932年4月21日 - 1936年10月20日 |
| 5        | 川添修平   |          | 1936年10月20日 - 1937年9月29日 |
| 6        | 矢野謙三   |          | 1937年9月29日 - 1939年7月1日   |
| 7        | 横山竹男   |          | 1939年7月1日 - 1940年10月28日  |
| 基隆市長 |            |          |                                |
| 1        | 横山竹男   |          | 1940年10月28日 - 1942年7月23日 |
| 2        | 竹中憲二   |          | 1942年7月23日 - 1945年7月27日  |
| 3        | 丸岡道夫   |          | 1945年7月27日 - 1945年10月25日 |

## 施設
- 基隆港
- 基隆駅

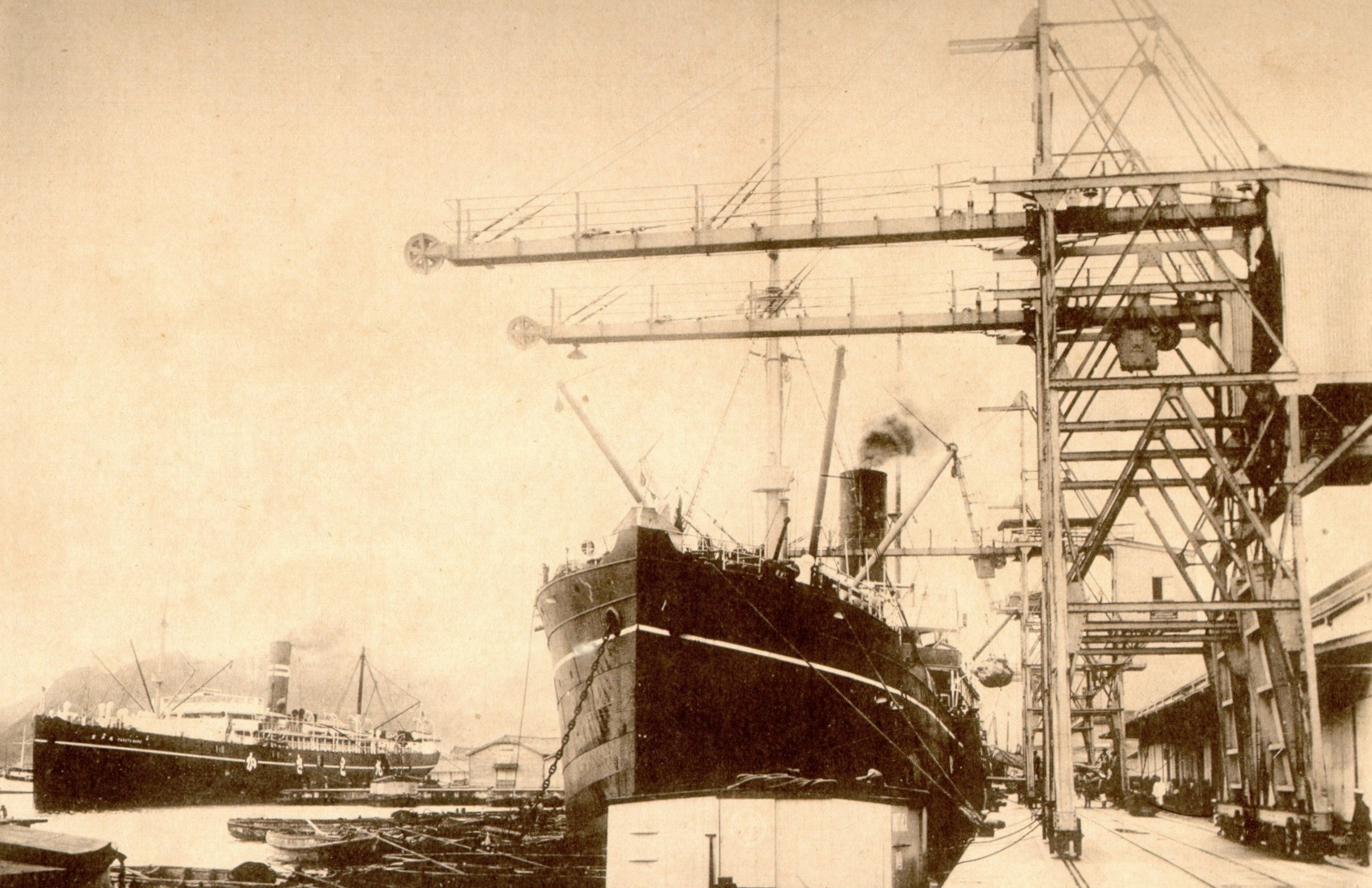
基隆港

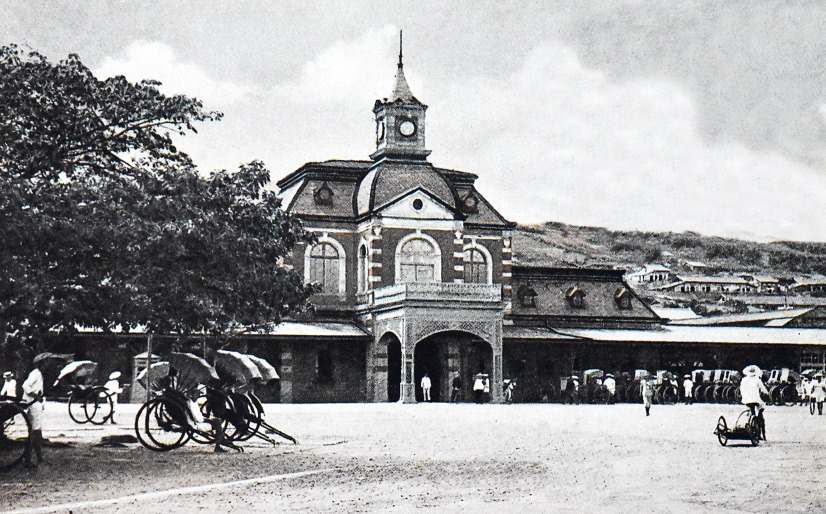
基隆駅

- 台湾総督府立基隆病院（現：衛生福利部基隆病院（中国語版））
- 台北州立基隆婦人病院
- 基隆市立港東病院（現：基隆市立病院（中国語版））
- 基隆市立仁療院
- 基隆陸軍病院
- 基隆博愛病院
- 財団法人台北仁済院基隆診療所
- 基隆郵便局（現：基隆郵局（中国語版））
- 波止場郵便出張所
- 浜町郵便出張所
- 岸壁出張所
- 基隆市立基隆図書館
- 台湾銀行基隆支店
- 基隆警察署（現：基隆市警察局（中国語版））
- 基隆要塞

## 教育

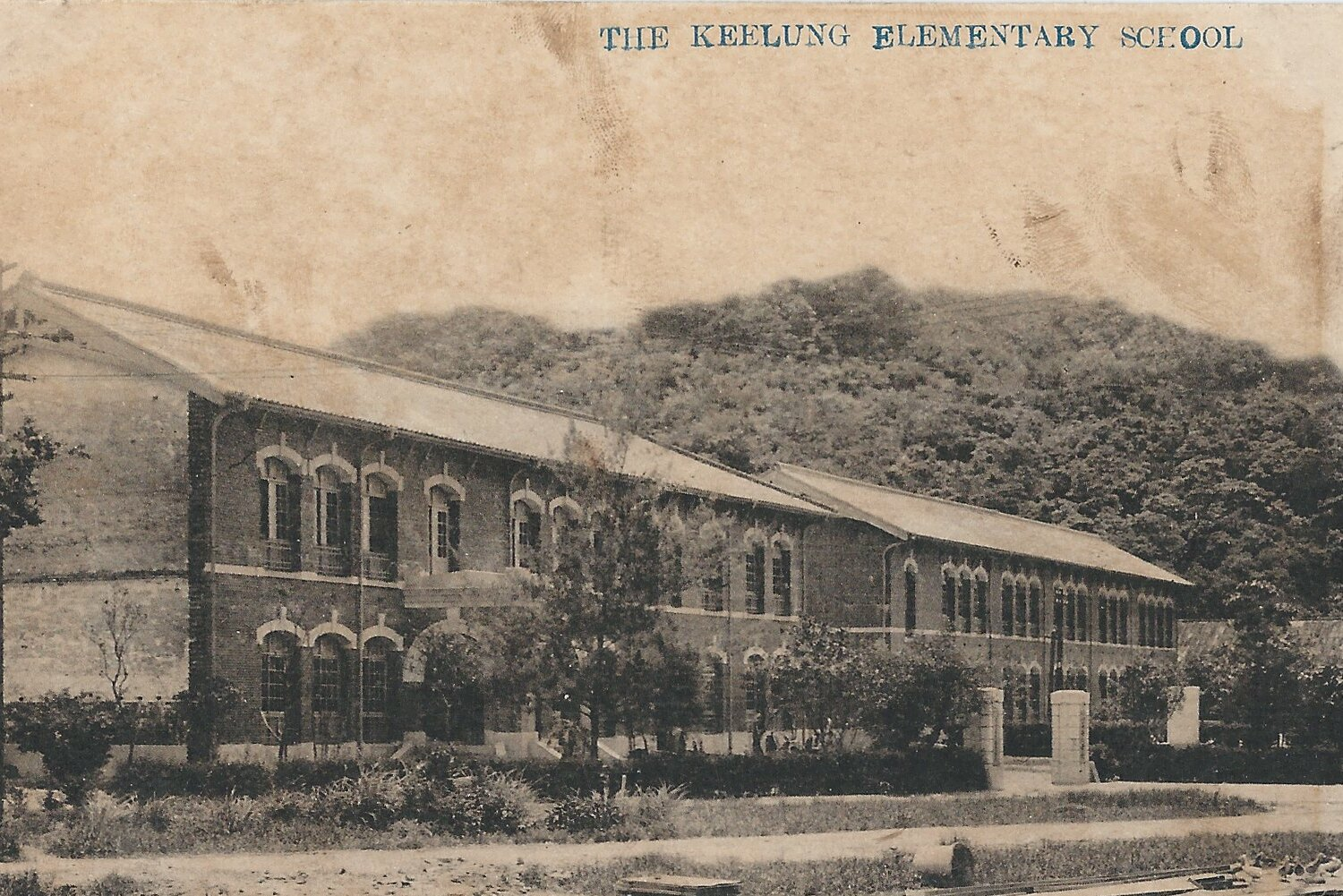
基隆第一尋常小学校

### 中等教育
- 台北州立基隆中学校（現：国立基隆高級中学（中国語版））
- 台北州立基隆高等女学校（現：国立基隆女子高級中学）
- 台北州立基隆水産学校（現：国立台湾海陽大学附属基隆海事高級中等学校（中国語版））
- 基隆商業実践学校
- 私立基隆商業專修学校（現：私立光隆高級家事商業職業学校（中国語版））

### 小学校
- 基隆尋常高等小学校→基隆国民学校（現：基隆市立銘伝国民中学（中国語版））
- 基隆第一尋常小学校→双葉尋常小学校→双葉国民学校（現：基隆市仁愛区仁愛国民小学（中国語版））
- 基隆第二尋常小学校→日新尋常小学校→日新国民学校（現：基隆市中正区中正国民小学（中国語版））
- 基隆第三尋常小学校→仙洞尋常小学校→仙洞国民学校（現：基隆市中山区仙洞国民小学（中国語版））
- 真砂尋常小学校→真砂国民学校（現：基隆市中正区正浜国民小学（中国語版））

### 公学校
- 基隆第一公学校→寿公学校→寿国民学校（現：基隆市仁愛区信義国民小学（中国語版））
- 寿国民学校曙分教場（現：基隆市仁愛区成功国民小学（中国語版））
- 基隆第二公学校→宝公学校→宝公国民学校（現：基隆市安楽区安楽国民小学）
- 基隆第三公学校→八斗子公学校→八斗子国民学校（現：基隆市中正区八斗国民小学（中国語版））
- 基隆第四公学校→滝川公学校→滝川国民学校（現：基隆市仁愛区南栄国民小学（中国語版））
- 昭和公学校→昭和国民学校（現：基隆市中山区中山国民小学（中国語版））

## 観光

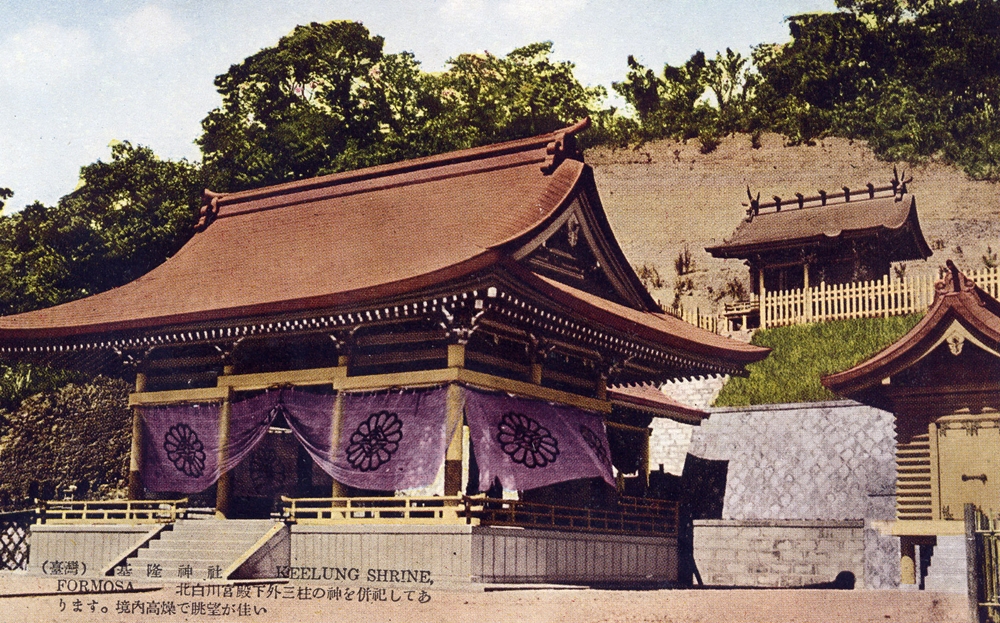
基隆神社

- 基隆神社
- 高砂公園（中国語版）
- 千人塚・招魂碑（中国語版）
- クールベー浜
- 旭丘山（中国語版）
- 社寮島（中国語版）
- 仙洞巌最勝寺（中国語版）
- 霊泉寺（中国語版）

## ギャラリー
- 義重町
- 天神町
- 基隆哨船頭街土人祭行列
- 基隆駅と基隆港
- 基隆郵便局
- 台湾銀行基隆支店
- 基隆重砲兵大隊
- 基隆要塞司令部
- クールベー浜海水浴場
- 空襲の被害を受けた基隆市街（1945年）